# Шер (река)
Шер (фр. Cher; в древности Carus) — река в центре Франции.
Шер является левым притоком Луары. Вытекает в Оверни (департамент Крёз) при селении Шар с высоты 717 м над уровнем моря. Течёт в западно-северо-западном направлении и впадает в Луару ниже города Тура. Имеет притоки, правые — Йевр, Орон и Содр; левые — Тард, Арнон и Фузон.
Самый низкий уровень воды в реке летом, в период с июля по сентябрь включительно.
Длина 367,8 км, в том числе 120 км судоходны. Несудоходная часть между Монлюсоном и Сент-Аман-Монроном (65 км) обходится Монлюсонским каналом. Средний расход воды 95 м³/с.
Беррийский канал соединяет Шер также с Луарой.
На реке Шер расположен замок Шенонсо.